# Reconstructed Birthplace
La Reconstructed Birthplace est une maison américaine située dans le comté de Gillespie, au Texas. Reconstruction à l'identique de la maison natale du président des États-Unis Lyndon B. Johnson, elle est aujourd'hui protégée au sein du Lyndon B. Johnson National Historical Park. Elle fait partie des Recorded Texas Historic Landmarks depuis 1967.